# ОШ „Михаило Младеновић Сеља” Дудовица
Основна школа "Михаило Младеновић Сеља" чија школска зграда је подигнута давне 1968. године налази се у насељу Дудовици, у општини Лазаревац. Поред школе у овом насељу се налазе и споменици културе Кућа породице Перлић и Кућа породице Ђурђић. Седиште матичне школе је у насељу Дудовица чији је наставни програм заснован на осморазредном образовању док се настава изводи и у издвојеним одељењима четвороразредних школа у Брајковцу, Чибутковици и Жупањцу. Школа и околни простор данас представљају центар друштвеног живота младих и деце.

## Основна школа ”Михаило Младеновић Сеља”
Основна школа ”Михаило Младеновић Сеља” налази се у Дудовици, насељу у градској општини Лазаревац. Седиште матичне школе је Дудовица, где се налази осмогодишња школа а настава се изводи и у издвојеним одељењима чеетвороразредних школа Брајковац, Чибутковица и Жупањац. Трагом сачуваних докумената утврђено је да је на школском подручју прво почела са радом основна школа у селу Чибутковица далеке 1851. године али је имала само 7 ђака које је подучавао учитељ Урош Костић и наставила са радом до наших дана осим школске 1853/1854. године када није радила због недостатка „ђулади за гимнастику”. Девет година касније почела је са радом школа у Брајковцу, затим 1933. године у Барзиловици, па у Жупањцу. Централна школа у Дудовици је основана 1956. године али због недостатка простора настава се одвијала у више зграда које су биле у просторијама месне заједнице у Дудовици и приватном власништву у Чибитковици. Данашња школска зграда је изграђена 1968. године а настава се у њој одвија од 1969. године.

## Историја школе
Историјски посматрано документација која би послужила за тачно утврђење настанка школе уништена је за време Првог светског рата. То је заправо била школска архива у којој су свакако постојали подаци на основу којих би се могло утврдити када је школа отпочела рад и који су све учитељи и када у њој радили. Познато је да је школа и њена околина била поприште огорчене битке између наше и аустроугарске војске у новембру 1914. године. Приликом наступања непријатељских трупа, школа и суседне зграде и куће прелазиле су из руку наших војника у руке непријатеља па и није никакво чудо што је том приликом пропала школска архива. За годину настанка школе у Дудовици узима се период од 1890 – 1892. године. Подаци везани за школу у Дудовици у „Државном Календару” из 1891. године где се по први пут помиње школа у Дудовици. Први учитељ школе био је Јефта Радовић. На основу свега може се закључити да је основна школа отворена давне 1890. године, у јесен, на самом почетку школске године. У периоду од 1914 – 1919. године као и за време балканских ратова (школска 1912/13 година) школа није радила. Учитељи су углавном сви били у ратовима. Тако је и ондашњи учитељ школе у Дудовици био стално у ратовима и тек у пролеће 1919. године поново је школа отпочела са радом.

## Школа данас
Данас је школа позната по цвећу засађеном у школском дворишту и парку у којем доминирају борови и за чији изглед и одржавање школа добија награде и признања. Екологија је постала саставни део живота и рада школе. Сваки кутак је искоришћен и у њега усађен живот, живот биљке, нежне, лепе и веома корисне. Двориште красе дрвене скулптуре, а холове школе уметничке слике дела многих уметника учесника ликовне колоније „Браство -јединство” која је у нашој школи радила сваког лета од 1975. до 1985. године у знак сећања на „шести транспорт словеначких исељеника 1941. године у Србију, из околине Марибора и Цеља по немачком наређењу Словенце су са породицама прихватила многа домаћинства у Дудовици и околини, где су живели до краја рата. У холу се налази стална изложбена поставка „етно-собе” , експонате народне традиције овог краја прикупљају и брижно чувају наши ученици. Школска библиотека располаже са 7520 књига. Ученички фонд 5900 књига и наставнички фонд 1620 књига. Данас је двориште центар друштвеног живота. Млади у школском дворишту играју кошарку и фудбал док деца шетају школским парком.